# 鶴見騒擾事件
鶴見騒擾事件（つるみそうじょうじけん）は、1925年（大正14年）の暮れに現在の横浜市鶴見区で起きた乱闘事件。日本最大の喧嘩と呼ばれるこの事件は500人以上の検挙者を出し、騒擾罪で起訴された。

## 経緯

### 大正電力戦争
当該事件の背景に電力戦がある。電力戦とは、過剰電力の供給を巡る五大電力会社の競争である。大正15年5月より昭和2年2月まで続いた「東京電燈と東京電力の電力戦」（以下、電力戦）は、九州及び中京を地盤とする東邦電力の東京乗込政策の表現を原因とし、関東を地盤とする東京電燈と東邦電力の子会社である東京電力の合併により決着した。以下、東京電燈を東電、東京電力を東力、東邦電力を東邦とする。
電力の過剰は需給の齟齬と言い換えられる。第一次世界大戦による好景気に湧く日本が迎えた電力不足時代において、大発電設備が計画され続々と竣工した。だが、その頃には産業界が沈滞し需要増が見込めないうえ、電力という商品の特性上、海外輸出も不可であり、ここに独占事業同士の地盤争奪戦に至った。
すなわち東邦の副社長（当時）であった松永安左エ門が指揮をとり、東京への供給権を持つ早川電力、群馬電力を合併させ東力を創設。この子会社が、松永の説得により加藤高明内閣の安達謙三逓信大臣の認可により、南葛飾、南足立、北豊島三郡に渡る大口電力供給権を獲得。加藤内閣は非政友会系であり、東京電燈の当時の経営責任者は政友会の幹部という背景が指摘される。これが大正15年5月の話である。

### 鶴見火力発電所のトラブル
事件は電力戦の前夜である1925年（大正14年）に神奈川県橘樹郡田島町渡田に建設中の東力火力発電所工事（以下、鶴見発電所とす）に始まる。
発電所の設計は2月より、機械の基礎工事は7月末から、建築工事と機械の据付は平行して進行し、完成を急ぐため昼夜兼行し、同年末に気機、汽罐の半数の据付を完了させ、昭和2年正月に営業運転を開始。電力戦が集結した後の6月に至り全部の工事が完成した。
当時の田島町は東京湾に面した寂しい場所で、埋立地への交通の便は運河が利用される文字通り「陸の孤島」であり、この立地条件も闘争に逃げ場を生じさせない一因になる。大まかに火力発電所は「水路に水を通し火力により蒸気を発生させ」、「圧力を生じさせた水蒸気がタービンを廻し発電する」構造上、建物は基礎の水路と建屋に分けられる。建設会社の入札が二回に分けて行われた。主期汽機基礎潜函工事並びに冷汽機用水路工事を間組（現安藤・間）が、発電機を置く建屋工事を清水組（現清水建設）が落札した。
当時はこのように1つの工事現場に担当・工期を分けるケースを出会い帳場と呼び、先に間組が基礎を完成させ清水組へ現場が譲られるはずだった。しかし、基礎が完成したにもかかわらず間組の下請が現場を占拠、測量に着手した清水の測量小屋を東京湾へ投棄するなどした。このため、発電所の工期は遅れ、松永ひいては業界全体の信用を失う危機に陥った清水組だが、この妨害工作は土木業界において隠然たる勢力を有する川崎市南町の「三谷秀組」（みやひでぐみ）の指導者、中田峰四郎の示唆によるものと世間は見ていた。

### 三谷秀組
三谷秀組とは金井秀次郎率いる川崎の土木業者である。三谷のルーツは旧幕時代に鳶だった杉井定吉に遡る。幕府の作事方、松本平四郎の元配下だった杉井は新橋横浜間の工事に参加して請負の世界で頭角を現した。
杉井組は各地で工事をするため、支配人（代人）が置かれた。代人は親方の代理で、工事の鍬入れ前に土地の顔役と話を通すなど、重い役目を持つのである。杉井組は定吉没後（1899）に没落するが、代人の大物は十人組と呼ばれた。最年少は大島要三、最年長の長老格が三谷長吉であった。この長吉の系統である三谷周造から東海道の広大な土木方面の縄張りを継承したのが藤沢の博徒、堀井兼吉で金井は堀井の系統である堀内末次郎から盃を下ろされている。
明治17年の「大刈込み」と呼ばれる 賭博犯処分規則により賭博犯（すなわち博徒）は裁判なしで10年の懲役という弾圧下におかれるようになり、博徒達の多くは対策として土木建築請負の看板を上げ「組」を名乗るようになっていた。藤沢の「半鐘ノ兼」こと堀井兼吉も土木業界に力を持つ博徒（堀井一家初代）であり、その系譜（稲川会系十一代目堀井一家）は現在も続いている。
京浜では堀井没後に地盤を継承した金井は数年で関東屈指の大親分へ成長する。この背景には京浜の好景気と三谷秀の総領子分である中田峰四郎の存在が大きい。中田は政友会系の院外団で港湾や工場・運送の顔役たち新興業者達の世話焼きで衆望を得る。中田は、当時では珍しく旧制中学を中退したインテリで間組の小谷清理事長の後輩だった。

### 中田峰四郎の喧嘩状
清水組は火力発電所工事の下請である青山芳蔵（池袋の鳶職）を窓口にして中田と交渉する。芳蔵の義弟、青山美代吉は鶴見に事務所を構え、中田とも義兄弟の付き合いから、清水への現場の明け渡しを求めるが、中田は逆に「現場を占拠して清水を食っちまおう」と、芯の弱い美代吉を惑わせる。芳蔵は「お店（おたな）」（清水組）のために何度も頭を下げて鶴見へ足を運んでいる。
しかし、言を左右にして妨害を止めようとしない中田の態度に芳蔵は「清水・間・青山・三谷秀」の四者会談をセットして事態の解決を図った。中田はこの席上、青山と共同で工事を行ないたいと申し出る。事態の解決を望む全員が了解したが、その直後、中田は元請に出す工事の見積もり単価に業界の常識を超える高額な値段を書き込み清水組に送りつける。相手が見積もりを呑めないことを承知の上で出したいわゆる「喧嘩状」である。

### 青山・松尾連合の結成
青山芳蔵もここに至って元請への義理から闘争もやむなしと決意。清水組の内山熊八郎工場長へ鍬入れ（工事開始）の日取りを相談している。一方、業界の顔役達は両者の対立を心配し、和解に乗り出している。潮田の松尾嘉右衛門も仲裁人として名乗り出た一人だが、本心では中田が仲裁を蹴ると見ており、その場合は青山組で参戦し、三谷秀勢力を叩こうとする意図があった。負ければ潮田の地盤を失う危険があるが勝てば三谷秀を川崎に押し戻せる。過去において三谷秀の横暴に見舞われた松尾にとって、今回の事件は飛躍のチャンスであり、松尾の読み通りに「青山・松尾連合軍」が結成される。頭数においても喧嘩の経験においても、三谷秀と比較して圧倒的に不利な陣営であったが、この工事をやり遂げなければ清水組の信頼を失い「組の存亡」に関わる青山組の士気は高かった。

### 激突前夜
松尾は自分の親分である東京の中野喜三郎から狩猟用の小型大砲を借り出して味方の士気を高める。石工から成り上がり、鉄道、鉱山を経営し、剛毅果断だが、切った張ったの武勇伝を語らない中野は時代に合わせたタイプの大親分として建築業界の信用が厚く、東京土木建築業組合の組合長として東西より大物たちを招き入れ、また千人を超える稼業人の親方連を束ねていた。発展が見込まれる工業地帯の中核地域の趨勢は彼にとって関心事だった。また松尾は味方陣営に関西出身が多かったため、西の大組織「淡熊会」に縁を求めて助っ人を頼むアイデアを出している。淡熊会の幹事長・宇和島清蔵（後の会長）は青山・松尾の申し入れを承諾。宇和島自身が実際に箱根の坂を越えて来る。地元の三谷秀側へも神奈川の博徒団体が集結。また助っ人には横浜の土木・運送・工場労務・院外団系壮士・港湾荷役業者の親分衆らも集まる。この両者の動きを鶴見署・川崎署も察知、県警へも報告。県警の刑事部長の説得に両派とも応じずまた凶器も押収されていない。

### 闘争
青山組は万難を排して12月20日に鍬入れをしようと決意していたが、各方面から要請を受けた東力が先延ばしにした。しかし翌21日、横浜にいた中村組は縁のある青山・松尾陣営に参加しようとタクシーに分乗し国道を鶴見へ目指す。鶴見駅の横を過ぎると右折し汐見橋を渡る。潮田大通りを途中で左折すれば松尾組だが不案内のタクシーは直進。埋立地前の道路（現在の産業道路・当時は埋立地の工場の塀の前を海岸電気軌道が走っていた）とぶつかるが、この交差点の角には三谷秀事務所があり、中村組の面々はタクシーから引きずり下ろされ斬られている（結果、1名死亡）。これがきっかけで青山・松尾は潮田一帯に敷かれていた非常線を裏道から抜けると、軌道鉄道まで出て、角の三谷秀事務所までの数百mを進もうとするが、待ち受けていた三谷秀と遭遇。総勢2000人（清水組・青山組側800名、間組・三谷秀組側600名ともいわれる）が激突する市街戦が始まる。闘争は午後3時から夜9時半頃までおよび、多数の死傷者を出す。喧嘩は青山・松尾陣営が三谷秀事務所まで攻め込み、事務所を壊して看板を奪ってきたことで一応は収まった。

### 調停
当時の渡世人である三谷秀には土木事務所の看板に価値を認めておらず、異業種の相違がここでも浮き彫りとなる。しかし闘争が終わった時点で、業界の調整機能が働いて大日本国粋会の面々も顔を出して手打式が行われるが、双方とも首謀者が警察に拘引されるか手配中であり、中野喜三郎ら代理人出席により執り行われる。大規模な手打ち式となり、近世最大の手打ち式とされる次郎長と金平の菊川の手打ち（1861）が引合に出された。異業種が多かったためか、手打ち式について注意点を書面化しており、井出英雅の『やくざ覚書』に抜粋した内容がある。
手打ち以前に仲裁人達が内務省警保局を訪れた際に、顔役連は迷惑をかけた点を侘び、以後は闘争はさせず業界自体で解決すると説明。局長から宜しく頼むと声をかけられた。博徒、土木業者をあらゆる面で厳しく統制する内務省としても大規模な事件の後処理は難しいものがあり、議会でも聖代の不祥事と取り上げられ警察はやり玉に挙げられた。
裁判は前述したように騒擾罪で起訴されているため、首謀者である中田峰四郎、青山美代吉（鶴見責任者）、松尾嘉右衛門（宇和島清蔵は首魁幇助）の裁判の行方が注目された。中田は一審でそのまま収監されたが、他は控訴している。控訴審により首謀者は全員無罪となり、事件は終結した。松尾は無罪判決の声で男泣きに泣いたという。

## 事件が起きた理由
鶴見の喧嘩は、土木業者、鳶、博徒、港湾事業者、羽織ゴロ、談合屋、院外団、その他カテゴリーに含まれない奇っ怪な人物たちをも巻き込んで大規模な闘争となった。
この点について沼田寅松という当時の顔役が『現代国士侠客列伝』の中で説明している。自らも兄弟分（幸平一家の中野新井の貸元、圍（かこい:現在の中野区四丁目あたりの地名）の仙キこと田中仙太郎の事。中田峰四郎と田中が兄弟分）の縁から助っ人を出した沼田によると、当事者が属する土木、渡世人、仲仕の付き合いから参加者が広がった事。更に玄人同士の喧嘩は短期間で終わる事が普通だと暗喩したうえで、対立関係が長引いてしまったためヨコの繋がりが全国に波及するまで広がった事。その結果、全く関係の無い浪人関係まで含め、日本のあらゆる顔役に連絡が渡った事等を原因としており、そうなると様々な感情が重なり、大金が動いていき、表面に出ず裏面で関わった人間を含めると万単位でも大袈裟ではないとしている。
この事件は清水組と間組の受注競争に関連した代理戦争の面もあり、また発注元である東力においても、業界内における電力戦の最中で、工事の発注から事件の勃発まで数ヶ月しかなかったため、和解工作に時間が費やせなかった。
さらに交渉決裂後には、工事の元請両社とも対決に関する費用の工面を約束していたため、単一の組でも応援を迎えられるだけの資金力を確保できた。
また事件当時の現場一帯は、地元の三谷秀の支配下にあったため、新参にあたる青山組との規模が違いすぎ、博徒としての性格が強かった三谷秀と、鳶としての性格が強かった青山組とでは「異業種」であった点で相互理解がしづらい面があり、仲裁が五分で成立しづらかった。さらに中野ら業界指導者層に三谷秀のような在野勢力の覇権を排除する意図があった上、三谷秀・青山組の両方に何らかの縁がある者が多かったため、仲裁する側も立場の両立を図ることが難しかった。
警察は事前に中止させる強硬手段をとらず、事件発生時には非常線を張るなど迅速であったものの、衝突が起きている間は非常線の守備を主とし、戦闘の前線に向かった者も直接制止は行なわなかった。さらには両陣営の事務所近辺で待機していた警察官の中には関係者に情報を伝えることで事実上手助けを行なっていた者もいた。これは当時の土建業が警察の管轄下にあったため、地元の警察官は日頃から事件の関係者と接触しており、常に何だかの「貸し借り」があったことがうかがえる。なお2年前の関東大震災において朝鮮人に対する流言が広まった時、雇用者として地元の事情を熟知していた松尾組と三谷秀組の関係者らは共に事態の収拾へ乗りだし、松尾本人など数名が地元住民への説得や保護活動を行なったことを当時の警察関係者が記録として残している。また騒擾事件発生後の一斉取締りにおいて拘束されたものの、すぐ釈放された者の中には大震災時の活動により表彰を受けていた者もいる。

## 後日談
- この事件に関わった人物は後に土木・港湾・運送・工場労務事業などで成功したものが多く、現在も事件に関わった人物および組織の流れを汲む多くの企業がこの地域に存在している。
- 事件の裁判・差し入れ等の莫大な経費一切を被り青山芳蔵は破産宣告を受けた。組は幹部に任せ40代でリタイア。その後は日本中から「大喧嘩の大将」「今幡随院」と仰ぎ見られ窮屈な思いをしたとされる。宮崎龍介と知り合い頭山満の知遇を得る。宮崎・頭山が何の意図を以って一介の鳶と接触したかは不明だが、晩年、皇姑站で線路に仕掛けられた爆薬で爆死した張作霖について「あの事件は・・」と何かを語ろうとしたとも伝わっている。

## 松尾嘉右衛門について
松尾嘉右衛門はこの事件を契機として、中野喜三郎の引き立てもあり神奈川県の土木建築業界に君臨していく。多額納税者として貴族院議員（1946年 - 1947年）にも就任。松尾工務店、花月園観光社長として花月園競輪場の創始にも関わっている。建設業界への長年の功績により勲四等旭日章を受勲した。反面、県の公共事業に王制を敷いていた河野一郎と喧嘩をするなど、1965年に74歳で没するまで波乱の生涯を送る。流れ者として京浜に着いて旭硝子のるつぼ工員という過酷な環境から出発した松尾の成功物語は、京浜の隆盛を物語る神話といってもよい。
松尾は清水組との縁も深め、下請けでも特に選ばれた「名義人」になっている。この頃の青山組の頭領は鶴見の喧嘩で前線に立ち、その責任を果たした男であった。青山の看板を継承すると、清水組の名義人となり周囲からも器量人と見られていた存在であるが、この松尾の件を聞くと清水組の内山工場長をたずね「松尾さんは稼業に汗を流せる人間じゃないから名義から下ろしてください」と直言したが内山に宥められる。

## 事件名について
なお、本事件は鶴見川対岸の潮田地区が主な騒擾（闘争・暴動）の現場であるため、本来は事件を別の名称で呼ぶべきであったとする向きもある。